# Dxxm
| Оценки критиков    | Оценки критиков    |
| Источник           | Оценка             |
| Иноязычные издания | Иноязычные издания |
| ------------------ | ------------------ |
| AOTY               | 56/100             |
| RYM                | [ 5 ]              |

Dxxm (читается как Doom и стилизовано под маюскул) — шестой студийный альбом британского хип-хоп-исполнителя Scarlxrd. Он был выпущен 4 мая 2018 года на лейблах Island Records, Lxrd Records и Universal Music Group. Альбом включает в себя 14 композиций. После выхода альбома Scarlxrd отправился в тур по Европе.

## Сиквел
5 февраля 2021 года был выпущен двенадцатый студийный альбом Scarlxrd под названием Dxxm II.

## Синглы
Ведущий сингл «we waste time FADED» был выпущен 9 марта 2018 года. В тот же день был выпущен видеоклип на песню.
Второй сингл из альбома «angels sleep at FXUR/AM» был выпущен 6 января 2018 года. Название песни означает, что после трёх часов утра (это время также называется «Часом дьявола»), ангелы спят, потому что все демоны и злые духи ушли. Видеоклип на песню был выпущен 4 мая 2018 года.
Третий и заключающий сингл с альбома «a BRAINDEAD civilisatixn» был выпущен 6 апреля 2018 года. В этой песне Scarlxrd рассказывает о том, что он не может общаться с другими людьми и о проблемах в его голове. Музыкальное видео было выпущено 6 апреля 2018 года.

## Список композиций
| №                   | Название                   | Автор(ы)                                   | Продюсер            | Длительность |
| ------------------- | -------------------------- | ------------------------------------------ | ------------------- | ------------ |
| 1.                  | «BXILING PXINT»            | Джозеф «Джои» Джон Харрис Мариус Листроп   | Muppy               | 2:49         |
| 2.                  | «CHXKE»                    | Джозеф «Джои» Джон Харрис Мариус Листроп   | Muppy               | 3:18         |
| 3.                  | «dx dead pexple dream?»    | MISOGI Мариус Листроп                      | MISOGI              | 3:25         |
| 4.                  | «PRISXN PLANET earth»      | Дарби Буи Мариус Листорп                   | downtime            | 3:19         |
| 5.                  | «we waste time FADED»      | Мариус Листорп                             | RVFF FVRGO          | 2:27         |
| 6.                  | «immaculate SHAME»         | Мариус Листорп                             | Muppy               | 2:50         |
| 7.                  | «PIECES XF SHIT»           | Мариус Листорп                             | Muppy               | 2:13         |
| 8.                  | «HELL IS XN EARTH»         | Джозеф «Джои» Джон Харрис Мариус Листроп   | Muppy               | 3:02         |
| 9.                  | «angels sleep at FXUR/AM»  | Джозеф «Джои» Джон Харрис Мариус Листроп   | Scarlxrd Muppy      | 2:17         |
| 10.                 | «PUNCTURE»                 | Джозеф «Джои» Джон Харрис Мариус Листроп   | Muppy               | 2:37         |
| 11.                 | «a BRAINDEAD civilisatixn» | Джозеф «Джои» Джон Харрис Мариус Листроп   | Muppy               | 2:36         |
| 12.                 | «we came frxm the DIRT»    | Джозеф «Джои» Джон Харрис Мариус Листроп   | Muppy               | 2:16         |
| 13.                 | «BURNS»                    | Джозеф «Джои» Джон Харрис Мариус Листроп   | Muppy               | 2:07         |
| 14.                 | «NX ICE»                   | Рональд Онейл Спенс-младший Мариус Листроп | Ronny J             | 3:31         |
| Общая длительность: | Общая длительность:        | Общая длительность:                        | Общая длительность: | 38:54        |

## Творческая группа
По данным Genius.
- Scarlxrd — ведущий исполнитель, продюсер, автор песен, мастеринг, миксинг, звукоинженер
- downtime — продюсер, автор песен, миксинг, музыкальный программист
- MISOGI — продюсер, автор песен, миксинг, музыкальный программист
- Ronny J — продюсер, автор песен, миксинг, музыкальный программист
- Muppy — продюсер, автор песен, миксинг, музыкальный программист
- RVFF FVRGO — продюсер
- KILL FVRGO — миксинг

## Чарты
| Чарт               | Высшая позиция |
| ------------------ | -------------- |
| Бельгия (Ultratop) | 180            |

## История релиза
| Страна | Дата            | Формат                                      | Лейбл                                             | Прим.  |
| ------ | --------------- | ------------------------------------------- | ------------------------------------------------- | ------ |
| Мир    | 4 мая 2018 года | Цифровая загрузка стриминг винил CD кассета | Island Records Lxrd Records Universal Music Group | [ 16 ] |